# Larry Young (psychiatr)
Larry J. Young (16. června 1967 – 21. března 2024) byl americký psychiatr, výzkumník a vysokoškolský pedagog.

## Životopis
V roce 1989 dokončil studia biochemie na Georgijské univerzitě. Působil jako profesor psychiatrie a behaviorální vědy na lékařské fakultě Emoryho univerzity. Byl také ředitelem Centra translační sociální neurovědy (anglicky Center for Translational Social Neuroscience) a vedoucím Divize behaviorální neurovědy a psychiatrických poruch (anglicky Division of Behavioral Neuroscience and Psychiatric Disorders) v Yerkesově národním centru pro výzkum primátů.
Zemřel v 56 letech při své cestě do Cukuby v Japonsku.

## Odborné publikace
- The Chemistry Between Us: Love, Sex, and the Science of Attraction with Brian Alexander (2012) [6]
- Neurobiological mechanisms of social attachment and pair bonding (2015) [7]
- The prairie vole: an emerging model organism for understanding the social brain (2010) [8]
- The neuroendocrinology of the social brain (2009) [9]
- Being human: love: neuroscience reveals all (2009) [10]
- Vasopressin and pair-bond formation: genes to brain to behavior (2006) [11]
- Anatomy and neurochemistry of the pair bond (2005) [12]
- The role of vasopressin in the genetic and neural regulation of monogamy (2004) [13]
- The neurobiology of social recognition, approach, and avoidance (2002) [14]
- Neuroendocrine bases of monogamy (1998) [15]

### České překlady
- Chemie mezi námi, Olomouc, ANAG 2016. ISBN 978-80-7554-034-8